# Cal Corrent (Vallcebre)
Cal Corrent és una masia del municipi de Vallcebre. Forma part de l'Inventari del Patrimoni Arquitectònic de Catalunya.

## Descripció
Masia situada dins el terme parroquial de l'església de Santa Maria de Vallcebre. És de planta rectangular, consta de planta baixa, dos pisos i golfes, té coberta a dues vessants i el carener perpendicular a la façana principal, on hi ha la porta central amb llinda de fusta, petites finestres quadrades i balcons distribuïts simètricament. Els murs estan fets amb maçoneria irregular. A la façana de migdia es troba una escala que porta a una senzilla balconada de fusta que permet l'accés al pis superior de la masia, habilitada com a segona residència.